# Rătlina, Tărgoviște
Rătlina (în bulgară Рътлина) este un sat în comuna Omurtag, regiunea Tărgoviște,  Bulgaria. 

## Demografie
Componența etnică a satului Rătlina
     Turci (80,34%)
     Nicio identificare (5,55%)
     Altele (14,1%)
La recensământul din 2011, populația satului Rătlina era de 234 locuitori. Din punct de vedere etnic, majoritatea locuitorilor (80,34%) erau turci. Pentru 5,55% din locuitori nu este cunoscută apartenența etnică.